# Synnomos gabraria
Synnomos gabraria là một loài bướm đêm trong họ Geometridae.